# Philippe Cronier
Philippe Cronier (ur. 20 października 1953) – brydżysta reprezentujący Francję, World International Master w kategorii Open (WBF), European Champion w kategorii Open European Grand Master (EBL).
Philippe Cronier zawodowo jest dziennikarzem brydżowym i autorem książek brydżowych.
W latach 1999–2001 oraz 2003–2007 był członkiem Komitetu Apelacyjnego EBL. Od roku 1999 jest członkiem Komitetu Nauczania i Szkół EBL.
W latach 1984–2013 był wielokrotnie niegrającym kapitanem (npc) kadry francuskiej kobiet, open lub seniorów.
Philippe Cronier jest żonaty z Bénédicte Cronier – czołową francuską brydżystką. Mają dwoje dzieci.

## Wyniki brydżowe

### Olimpiady
Na olimpiadach uzyskał następujące rezultaty:
| Olimpiady brydżowe. Zawody teamów | Olimpiady brydżowe. Zawody teamów | Olimpiady brydżowe. Zawody teamów    | Olimpiady brydżowe. Zawody teamów | Olimpiady brydżowe. Zawody teamów | Olimpiady brydżowe. Zawody teamów |
| Rok                               | Miejsce                           | Zawody                               | Kategoria                         | Drużyna                           | Pozycja                           |
| --------------------------------- | --------------------------------- | ------------------------------------ | --------------------------------- | --------------------------------- | --------------------------------- |
| 2000                              | Lozanna                           | 3. Mistrzostwa o Wielką Nagrodę MKOL | Open                              | France                            | 6                                 |

### Zawody światowe
W światowych zawodach zdobył następujące lokaty:
| Mistrzostwa Świata. Konkurencja teamów | Mistrzostwa Świata. Konkurencja teamów | Mistrzostwa Świata. Konkurencja teamów | Mistrzostwa Świata. Konkurencja teamów | Mistrzostwa Świata. Konkurencja teamów | Mistrzostwa Świata. Konkurencja teamów |
| Rok                                    | Miejsce                                | Zawody                                 | Kategoria                              | Drużyna                                | Pozycja                                |
| -------------------------------------- | -------------------------------------- | -------------------------------------- | -------------------------------------- | -------------------------------------- | -------------------------------------- |
| 2014                                   | Sanya                                  | 14. Seria Mistrzostw Świata            | Seniorzy                               | Milner                                 | 1                                      |
| 2010                                   | Filadelfia                             | 13 Seria Mistrzostw Świata             | Open                                   | Cortex                                 | 97                                     |
| 2008                                   | Pekin                                  | 1. Olimpiada Sportów Umysłowych        | Miksty                                 | Zimmermann                             | 5                                      |
| 2006                                   | Werona                                 | 12 Mistrzostwa Świata                  | Open                                   | Panahpour                              | 145                                    |
| 2002                                   | Montreal                               | 11 Mistrzostwa Świata                  | Open                                   | Bompis                                 | 65                                     |
| 2001                                   | Paryż                                  | 35. Mistrzostwa Świata Teamów          | Trans                                  | Moza                                   | 29                                     |
| 2000                                   | Maastricht                             | 11. Olimpiada Brydżowa                 | Miksty                                 | Kaplan                                 | 11                                     |
| 2000                                   | Southampton                            | 34. Mistrzostwa Świata Teamów          | Trans                                  | Reiplinger                             | 10                                     |
| 1995                                   | Pekin                                  | 32. Mistrzostwa Świata Teamów          | Open                                   | France                                 | 3                                      |
| 1994                                   | Albuquerque                            | 9 Mistrzostwa Świata                   | Open                                   | Szwarc                                 | 33                                     |
| 1990                                   | Genewa                                 | 8. Mistrzostwa Świata                  | Open                                   | Salama                                 | 9                                      |
| 1983                                   | Sztokholm                              | 26. Mistrzostwa Świata Teamów          | Open                                   | France                                 | 3                                      |
| 1982                                   | Biarritz                               | 6 Mistrzostwa Świata                   | Open                                   | Aujaleu                                | 45                                     |

| Mistrzostwa Świata. Konkurencja par | Mistrzostwa Świata. Konkurencja par | Mistrzostwa Świata. Konkurencja par | Mistrzostwa Świata. Konkurencja par | Mistrzostwa Świata. Konkurencja par | Mistrzostwa Świata. Konkurencja par |
| Rok                                 | Miejsce                             | Zawody                              | Kategoria                           | Partner                             | Pozycja                             |
| ----------------------------------- | ----------------------------------- | ----------------------------------- | ----------------------------------- | ----------------------------------- | ----------------------------------- |
| 2010                                | Filadelfia                          | 13. Mistrzostwa Świata              | Miksty                              | Catherine d'Ovidio                  | 252                                 |
| 2006                                | Werona                              | 12 Mistrzostwa Świata               | Open                                | Paul Chemla                         | 46                                  |
| 2002                                | Montreal                            | 11 Mistrzostwa Świata               | Open                                | Paul Chemla                         | 23                                  |
| 1998                                | Lille                               | 10 Mistrzostwa Świata               | Open                                | Maurice Salama                      | 16                                  |
| 1998                                | Lille                               | 10 Mistrzostwa Świata               | Miksty                              | Martine Rossard                     | 71                                  |
| 1990                                | Genewa                              | 8. Mistrzostwa Świata               | Miksty                              | Bénédicte Cronier                   | 42                                  |
| 1986                                | Miami Beach                         | 7. Mistrzostwa Świata               | Open                                | Michel Lebel                        | 37                                  |

| Mistrzostwa Świata. Konkurencja indywidualna | Mistrzostwa Świata. Konkurencja indywidualna | Mistrzostwa Świata. Konkurencja indywidualna | Mistrzostwa Świata. Konkurencja indywidualna | Mistrzostwa Świata. Konkurencja indywidualna | Mistrzostwa Świata. Konkurencja indywidualna |
| Rok                                          | Miejsce                                      | Zawody                                       | Kategoria                                    | Pozycja                                      |                                              |
| -------------------------------------------- | -------------------------------------------- | -------------------------------------------- | -------------------------------------------- | -------------------------------------------- | -------------------------------------------- |
| 1998                                         | Ajaccio                                      | 4 Indywidualne Mistrzostwa Świata            | Open                                         | 9                                            |                                              |
| 1996                                         | Paryż                                        | 3. Indywidualne Mistrzostwa Świata           | Open                                         | 42                                           |                                              |
| 1994                                         | Paryż                                        | 2. Indywidualne Mistrzostwa Świata           | Open                                         | 11                                           |                                              |

### Zawody europejskie
W europejskich zawodach zdobył następujące lokaty:
| Zawody europejskie. Konkurencja teamów | Zawody europejskie. Konkurencja teamów | Zawody europejskie. Konkurencja teamów | Zawody europejskie. Konkurencja teamów | Zawody europejskie. Konkurencja teamów | Zawody europejskie. Konkurencja teamów |
| Rok                                    | Miejsce                                | Zawody                                 | Kategoria                              | Drużyna                                | Pozycja                                |
| -------------------------------------- | -------------------------------------- | -------------------------------------- | -------------------------------------- | -------------------------------------- | -------------------------------------- |
| 2013                                   | Ostenda                                | 6. Otwarte Mistrzostwa Europy          | Open                                   | Alineo                                 | 46                                     |
| 2013                                   | Ostenda                                | 6. Otwarte Mistrzostwa Europy          | Miksty                                 | Zimmermann                             | 17                                     |
| 2009                                   | San Remo                               | 4 Otwarte Mistrzostwa Europy           | Miksty                                 | Zimmermann                             | 5                                      |
| 2007                                   | Antalya                                | 3 Otwarte Mistrzostwa Europy           | Miksty                                 | Mouiel                                 | 9                                      |
| 2006                                   | Warszawa                               | 48. Mistrzostwa Europy Teamów          | Open                                   | France                                 | 8                                      |
| 2005                                   | Teneryfa                               | 2 Otwarte Mistrzostwa Europy           | Open                                   | Chemla                                 | 59                                     |
| 2005                                   | Teneryfa                               | 2 Otwarte Mistrzostwa Europy           | Miksty                                 | Gitelman                               | 5                                      |
| 2003                                   | Mentona                                | 1. Otwarte Mistrzostwa Europy          | Open                                   | Chemla                                 | 2                                      |
| 2000                                   | Bellaria                               | 6. Mistrzostwa Europy Mikstów          | Miksty                                 | Kaplan L.                              | 14                                     |
| 1992                                   | Ostenda                                | 2 Mistrzostwa Europy Mikstów           | Miksty                                 | Blouquit                               | 18                                     |
| 1991                                   | Killarney                              | 40. Mistrzostwa Europy Teamów          | Open                                   | France                                 | 8                                      |
| 1987                                   | Brighton                               | 38. Mistrzostwa Europy Teamów          | Open                                   | France                                 | 7                                      |
| 1983                                   | Wiesbaden                              | 36. Mistrzostwa Europy Teamów          | Open                                   | France                                 | 1                                      |

| Zawody europejskie. Konkurencja par | Zawody europejskie. Konkurencja par | Zawody europejskie. Konkurencja par | Zawody europejskie. Konkurencja par | Zawody europejskie. Konkurencja par | Zawody europejskie. Konkurencja par |
| Rok                                 | Miejsce                             | Zawody                              | Kategoria                           | Partner                             | Pozycja                             |
| ----------------------------------- | ----------------------------------- | ----------------------------------- | ----------------------------------- | ----------------------------------- | ----------------------------------- |
| 2013                                | Ostenda                             | 6. Otwarte Mistrzostwa Europy       | Miksty                              | Catherine d'Ovidio                  | 9                                   |
| 2013                                | Ostenda                             | 6. Otwarte Mistrzostwa Europy       | Open                                | Godefroy De Tessieres               | 171                                 |
| 2011                                | Poznań                              | 5. Otwarte Mistrzostwa Europy       | Miksty                              | Catherine d'Ovidio                  | 1                                   |
| 2009                                | San Remo                            | 4. Otwarte Mistrzostwa Europy       | Miksty                              | Claire Maarek                       | 230                                 |
| 2007                                | Antalya                             | 3 Otwarte Mistrzostwa Europy        | Miksty                              | Christine Lustin                    | 168                                 |
| 2005                                | Teneryfa                            | 2. Otwarte Mistrzostwa Europy       | Mikst                               | Brenda Jacobus                      | 186                                 |
| 2005                                | Teneryfa                            | 2 Otwarte Mistrzostwa Europy        | Open                                | Paul Chemla                         | 60                                  |
| 2003                                | Mentona                             | 1 Otwarte Mistrzostwa Europy        | Open                                | Paul Chemla                         | 3                                   |
| 2002                                | Ostenda                             | 7 Mistrzostwa Europy Mikstów        | Mikst                               | Christine Lustin                    | 15                                  |
| 2000                                | Bellaria                            | 6. Mistrzostwa Europy Mikstów       | Mikst                               | Bénédicte Cronier                   | 92                                  |
| 1998                                | Akwizgran                           | 5. Mistrzostwa Europy Mikstów       | Mikst                               | Christine Lustin                    | 10                                  |
| 1997                                | Haga                                | 9 Mistrzostwa Europy Par            | Open                                | Maurice Salama                      | 41                                  |
| 1996                                | Monte Carlo                         | 4 Mistrzostwa Europy Mikstów        | Mikst                               | Bénédicte Cronier                   | 22                                  |
| 1995                                | Rzym                                | 8 Mistrzostwa Europy Par            | Open                                | Maurice Salama                      | 14                                  |
| 1994                                | Barcelona                           | 3 Mistrzostwa Europy Mikstów        | Miksty                              | Bénédicte Cronier                   | 42                                  |
| 1992                                | Ostenda                             | 2 Mistrzostwa Europy Mikstów        | Mikst                               | Véronique Bessis                    | 6                                   |
| 1990                                | Bordeaux                            | 1 Mistrzostwa Europy Mikstów        | Mikst                               | Amelie Volcker                      | 267                                 |
| 1989                                | Salsomaggiore                       | 5 Mistrzostwa Europy Par            | Open                                | Michel Abécassis                    | 44                                  |
| 1987                                | Paryż                               | 4. Mistrzostwa Europy Par           | Open                                | Michel Lebel                        | 2                                   |

## Klasyfikacja
- Philippe Cronier – klasyfikacja WBF (ang.)
- Philippe Cronier – klasyfikacja EBL (ang.)